# Wagony Graz nr 50–55 (tramwaje w Brnie)
Wagony Graz nr 50–55 – typ dwuosiowego, dwukierunkowego tramwaju, wytwarzanego w 1911 r. w zakładach Grazer Waggon- & Maschinen-Fabriks-Aktiengesellschaft vorm. Joh. Weitzer w Grazu dla przedsiębiorstwa Společnost brněnských elektrických pouličních drah.

## Konstrukcja
Nadwozie tramwaju miało zbliżoną konstrukcję do nadwozi starszych tramwajów nr 1–41 z lat 1899–1900; w porównaniu z nimi zmniejszono szerokość (2500 mm wobec 2070 mm u serii 1–41). Innymi różnicami były zabudowane platformy wejściowe oraz brak nadbudówki na dachu. Podwozie tramwaju tworzyła stalowa kratownica, natomiast sam szkielet zbudowano z drewna i wykończono blaszanym poszyciem. Dach wykonano z drewnianych desek pokrytych płótnem. Do wnętrza prowadziły jednoskrzydłowe drzwi przesuwne. Przestrzeń dla pasażerów oddzielono od platform wejściowych za pomocą drewnianych ścianek z drzwiami przesuwnymi. Podobna ścianka dzieliła wnętrze na dwie równe części. Siedzenia rozmieszczono w układzie 2+2, nad nimi zamontowano półki na bagaż. Każdą ze ścian bocznych nadwozia wyposażono w osiem okien z lufcikami w górnej części. Nadwozie zamontowano nie na klasycznym wózku, lecz na dwóch oddzielnych osiach. Wyposażenie elektryczne dostarczyła firma AEG. Rezystory rozruchowe i hamujące umieszczono pod podłogą. Nastawniki B 6-30 umożliwiały ustawienie 9 stopni jazdy oraz 6 stopni hamowania hamulcem elektrodynamicznym. Były to jedyne brneńskie tramwaje z hamulcem hydraulicznym. Odbiór prądu umożliwiał odbierak pałąkowy. Wnętrze oświetlono połączonymi szeregowo żarówkami, zasilanymi napięciem stałym o wartości 120 V.
W trakcie eksploatacji wagony uległy przebudowom. Na przełomie lat 10. i 20. XX wieku fartuch nadwozia zabudowano drewnianymi deskami. W latech 1925–1928 silniki typu U 104 o mocy 29,5 kW z powodu zbyt niskiej mocy przy hamowaniu wymieniono na typ DU 158 o mocy 40,5 kW, a hamulec hydrauliczny zastąpiono solenoidowym. W latach 30. XX wieku odbierak pałąkowy zastąpiono lirowym, a ten po drugiej wojnie światowej – pantografem. W drugiej połowie lat 50. XX wieku małe boczne okna wymieniono na większe, w wyniku czego liczba okien z boków nadwozia zmniejszyła się z ośmiu do czterech.

## Dostawy
W 1911 r. wyprodukowano 6 wagonów tego typu.
| Państwo        | Miasto         | Lata dostaw    | Liczba | Numery taborowe |       |
| -------------- | -------------- | -------------- | ------ | --------------- | ----- |
| Austro-Węgry   | Brno           | 1912           | 6      | 50–55           | [ 4 ] |
| Łączna liczba: | Łączna liczba: | Łączna liczba: | 6      |                 |       |

## Eksploatacja
Wagony serii 50–55 były pierwszymi nowo zakupionymi tramwajami od 1904 roku. Sześć egzemplarzy wytworzono w 1911 r. i dostarczono do Brna na początku 1912 r. W porównaniu ze wszystkimi starszymi tramwajami odznaczały się większą szerokością, dlatego też mogły obsługiwać tylko linię nr 1 (Královo Pole – Pisárky), która była przystosowana do ruchu szerokich, towarowych wagonów kolejowych. Tramwaje serii 50–55 wykorzystywano do zestawiania składów na liniach 1 i 6, być może z powodu zwiększone liczby pasażerów. W czasie II wojny światowej wagony obsługiwały głównie dodatkową linię B i kursowały jako środkowe wagony w składach potrójnych. Eksploatowane były do 1945 r., kiedy to wszystkie egzemplarze z wyjątkiem nr 52 spłonęły w zajezdni Pisárky. Tramwaj nr 52 pozostał w ruchu liniowym, a w 1950 r. w związku ze zmianą systemu numeracji nadano mu numer 13. W tym czasie obsługiwał linię wahadłową z głównego cmentarza do Horních Heršpic. W 1964 r. stał się częścią taboru technicznego i otrzymał numer 817. W 1967 r. wagon wycofano z eksploatacji i sprzedano osobie prywatnej.
Od roku 1945 wagon nr 52 był ostatnim zachowanym egzemplarzem serii 50–55. W czasie tworzenia zbioru pojazdów miejskiego transportu publicznego jego nadwozie znaleziono na polu w Přízřenicach. Po zawarciu porozumienia z właścicielką, w 1971 r. tramwaj otrzymało Muzeum Techniki w Brnie, które na miejsce przywiozło nadwozie innego tramwaju. Wagon nr 52 poddano pracom renowacyjnym w 1972 r. w warsztatach głównych DPmB. W trakcie remontu tramwaj odzyskał dawny wygląd. Wyjątkiem jest lirowy odbierak prądu i brak hamulca hydraulicznego. Niektóre części i silniki trakcyjne pozyskano z wagonu–polewaczki nr 1.